# Аракс (район Вагаршапата)
Це стаття про село Аракс, біля міста Вагаршапат. Стаття про село, біля міста Армавір — Аракс

Стаття про річку — Аракс
Аракс (вірм. Արաքս) — село в марзі Армавір, на заході Вірменії. Село розташоване за 14 км на південь від міста Вагаршапата, за 3 км на південний схід від села Джрарат та розташованій у ній станції Вагаршапат та за 5 км на північний захід від села Ранчпар сусіднього марзу Арарат. За 1 км на південь від села протікає прикордонна з Туреччиною річка Аракс.